# Gerstjärnarna
Gerstjärnarna är varandra näraliggande sjöar i Överkalix kommun i Norrbotten som ingår i Kalixälvens huvudavrinningsområde.
- Gerstjärnarna (Överkalix socken, Norrbotten, 739497-180132), sjö i Överkalix kommun, 66°30′19″N 22°35′01″Ö / 66.5054°N 22.5835°Ö (3,56 ha)
- Gerstjärnarna (Överkalix socken, Norrbotten, 739519-180062), sjö i Överkalix kommun, 66°30′29″N 22°34′18″Ö / 66.508°N 22.5718°Ö (2,98 ha)